# 彭頭山文化

彭頭山文化の範囲

彭頭山文化（ほうとうざんぶんか、彭头山文化、拼音: Péngtóushān wénhuà、Pengtoushan Culture、紀元前7500年頃 - 紀元前6100年頃）は、中国の長江中流、湖南省北西部における新石器時代の文化である。北の黄河流域に栄えた裴李崗文化（はいりこうぶんか）とほぼ同時期に栄えた。中国の新石器時代の始まりに当たり、稲の栽培がおこなわれていたことが知られている。標式遺跡は湖南省澧県の澧陽平原から発見された彭頭山遺跡、同じく澧県で見つかった八十壋遺跡（はちじっとういせき、Bashidang）である。

## 概要
彭頭山遺跡は1988年に発掘され、現在のところ中国の遺跡の中でも最も初期の恒常的な集落の跡となっている。ただし年代を確定することが困難であり、紀元前9000年頃のものという説から紀元前5500年頃とする説まである。副葬品として、縄目の模様をつけられた土器（索文土器）が多く出土している。
彭頭山遺跡では紀元前7000年頃の米のもみ殻などが発見された。この米の大きさは野生種のものよりも大きく、中国最古の栽培種の稲があった証拠となっている。田を耕すための道具は彭頭山遺跡から発見されていないが、彭頭山文化の後期の遺跡からは発見されている。
八十壋遺跡からは集落を堀で囲んだ跡が見つかり、最古級の環濠集落とも考えられる。また集落中央には祭祀を目的とした可能性のある大きな建物が発見された。